# Ernie Wilkins

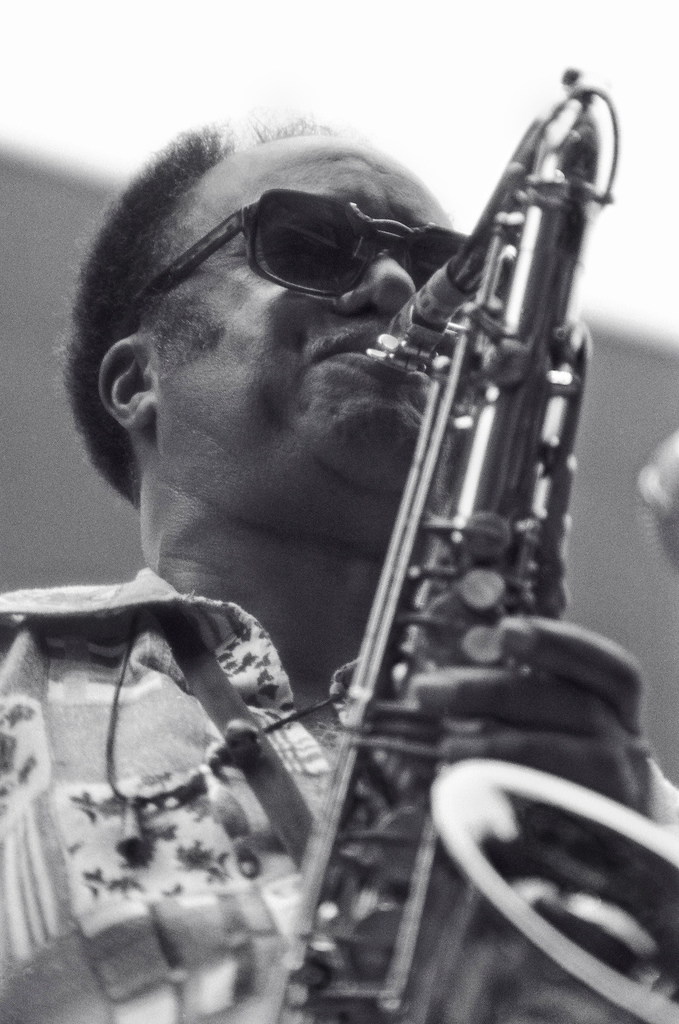
Ernie Wilkins 1976

Ernest Brooks Wilkins Jr. (* 20. Juli 1919 in St. Louis, Missouri, USA; † 5. Juni 1999 in Kopenhagen, Dänemark) war ein US-amerikanischer Saxophonist, Komponist und Bandleader des Modern Jazz. Er wurde mit dem Ben Webster Prize ausgezeichnet.

## Leben und Wirken
Wilkins erlernte als Kind das Violin- und Klavierspiel, bevor er zum Saxophon wechselte. Er studierte an der Wilberforce University in Ohio Musik und spielte während des Militärdienstes in der US Navy in einer Band unter Willie Smith. Seine ersten professionellen Engagements hatte er beim Jeter-Pillars Orchestra und bei George Hudson, bevor er 1948 Mitglied von Earl Hines’ Band wurde.
1951 wurde er (gemeinsam mit seinem jüngeren Bruder Jimmy Wilkins) auf Empfehlung von Clark Terry Mitglied von Count Basies Band, für die er als Arrangeur und Komponist wirkte. U.a. bearbeitete er für sie den One O’Clock Jump und Every Day I Have The Blues. 1955 trennte er sich von Basie, um als Komponist und Saxophonist in Dizzy Gillespies Band zu wirken. 1956 arbeitete er für Big Joe Turner (Boss of the Blues); von 1958 bis 1960 arbeitete er mit der Band von Harry James.
In den 1960er Jahren kam Wilkins’ Karriere auf Grund von Drogenproblemen zum Erliegen. Ende der 1960er Jahre kehrte er in die Musikszene zurück als musikalischer Leiter von Clark Terrys Big B-A-D Band. Beim Montreux Jazz Festival 1969 trat er nicht nur in einer Combo mit Terry und Kenny Clarke auf, sondern schrieb auch die Arrangements für die dort eigens zusammengestellte internationale Big Band (Album 1970). 1975 komponierte er die Chorsuite Four Black Immortals, die in der Town Hall  und der Avery Fisher Hall in New York aufgeführt wurde. In den späten 1970er Jahren unternahm er eine Europatournee mit Clark Terry.
1980 beschloss Wilkins, ganz nach Europa zu gehen und ließ sich in Kopenhagen nieder. Dort gründete er die Ernie Wilkins’ Almost Big Band, mit der er vier Alben einspielte. Daneben arbeitete er auch mit der DR Big Band, mit der er 1991 eine Tournee durch Großbritannien unternahm und das Album Suite for Jazz Band einspielte, und mit Musikern wie Earl Hines, Sonny Rollins, Milt Jackson, Sarah Vaughn, Lena Horne und Quincy Jones. Nach einem Schlaganfall zog er sich aus dem Musikbetrieb zurück.